# Psychic terrorism
Psychic terrorism is een studioalbum van Wishbone Ash. Het is de voortzetting van de samenwerking, die Andy Powell en muziekproducent Mike Bennett inzetten met Trance visionary. Het verschil zit hem in dat deze compact disc, doe ook materiaal van het vorige album bevat, een betere balans heeft tussen rock (het originele genre van Wishbone Ash) en techno (het originele genre van Bennett). Andy Powell had voor dit album weer een nieuwe versie van Wishbone Ash voor ogen, die vanaf dit album zich ook weer toe ging leggen op rockmuziek. Het album is opgenomen in de Far Heath Studio te Guilsborough.

## Musici
- Andy Powell – gitaar
- Mark Birch – gitaar
- Bob Skeat – basgitaar
- Tacye – zang
- Mike Bennett – toetsinstrumenten en loops
- Angus Wallace – percussie en loops
- Catherine Hardy – spreekstem op track 11

## Muziek
| Nr. | Titel                                                          | Duur |
| --- | -------------------------------------------------------------- | ---- |
| 1.  | Transliteration (Powell, Bennet, Tacye)                        | 1:36 |
| 2.  | Narcissus stash (Powell, Bennet)                               | 3:46 |
| 3.  | Speels eternal slave (Powell, Bennet, Tacye)                   | 4:30 |
| 4.  | Monochrome (Powell, Bennet, Tacye)                             | 5:10 |
| 5.  | Breaking out (Powell, Bennet, Tacye)                           | 2:24 |
| 6.  | The son of righteousness (Powell, Bennet, Tacye, Mark Philips) | 4:32 |
| 7.  | Psychic terrorism (Powell, Bennet, Philips)                    | 2:37 |
| 8.  | How many times? (Powell, Bennet)                               | 5:47 |
| 9.  | Bloodline (Powell, Bennet)                                     | 0:47 |
| 10. | Back page muse (Powell, Bennet)                                | 3:52 |
| 11. | Powerbright conclusion (Powell, Bennet, Tacye)                 | 4:36 |

Sommige versies gingen vergezeld van een bonusdisc met muziek en videoclips:

| Nr. | Titel                  | Duur |
| --- | ---------------------- | ---- |
| 1.  | Powerchrome            | 5:38 |
| 2.  | Dub visionary          | 6:01 |
| 3.  | X-erted                | 5:08 |
| 4.  | Powerchrome industrial | 4:55 |
| 5.  | Wonderful nervosa      | 4:18 |
| 6.  | Powertrack             | 6:45 |
| 7.  | Wrong or writer        | 6:39 |